# Projevy emocí

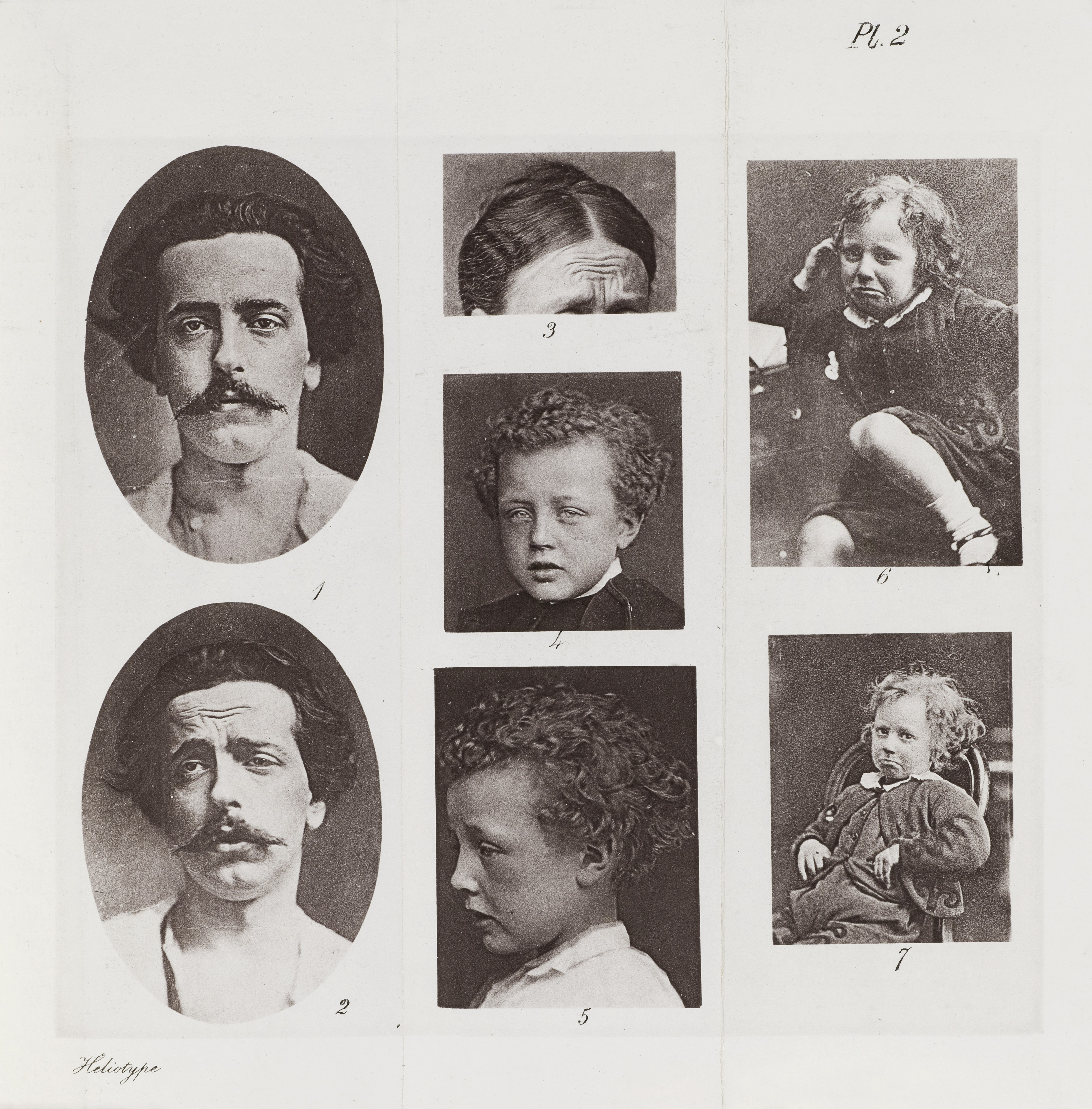
Projevy smutku v Darwinově knize Výraz emocí u člověka a u zvířat

Emoce jsou jedním z hlavních subjektivních projevů stavu lidské mysli. Stavu mysli z toho důvodu, že emoce jako taková vzniká v mozku. Emoce je například štěstí, smutek, hněv atd. Antonio R. Damasio definuje pojem emoce jako „uspořádaný soubor chemických a neurálních odpovědi mozku na emočně kompetentní podnět“. Každý člověk prožívá odlišně naprosto stejný vjem, např. první jedinec projeví neúspěch u zkoušky výbuchem vzteku a zlostí, kdyžto druhý projeví pouze lítost a zklamaní. Ještě větší rozdíly v projevu emoci lze pozorovat napříč kulturami. Říhnutí u jídla v některých kulturách je projevem pozitivní reakce na chuť jídla, projevem vyjádření spokojeností s konzumovaným pokrmem. V jiných kulturách ovšem stejné říhnutí by evokovalo negativní emoce.

## Rozeznávání emocí
Přes rostoucí zájem o emoce a emoční inteligenci v posledních dvou desetiletích jsou globální mezery v chápání a zvládání emoci překvapivé. Pouze 36 procent testovaných lidí bylo schopno přesně definovat své emoce ve chvíli, kdy se projevily. To znamená, že dvě třetiny z lidí jsou typicky ovládány emocemi, aniž by je zatím dokázaly rozpoznat a využít ve svůj prospěch.

## Ženy vs. muži
Častým důvodem k udělování nálepek k emocím je příslušnost k mužskému či ženskému pohlaví. Taková zobecnění navěsila na ženy cedulky od „slušnějšího pohlaví“ až po „nadměrně emocionální“ a na muže všechno možné od „citově rezervovaných“ po „explozivní“. Ve skutečností je pravda někde jinde. Ženy mají v průměru o čtyři body vyšší skóre emoční inteligence než muži. Tento rozdíl dostatečně ospravedlňuje tvrzení, že ženy při využití emocí ve svůj prospěch obecně projevují (nezaměňovat s tím, že je automaticky mají) více dovedností. Ženy převyšují muže, ve třech ze čtyř dovedností emoční inteligence, včetně sebeovládání, sociálního uvědomění a řízení vztahů. Sebeuvědomění je jedinou dovedností, u níž jsou skóre u obou pohlaví stejná. Největší rozdíl je v řízení vztahů, kde ženy dosahují o 10 bodů více než muži.

## Sociální funkce emocí
Z hlediska skupinové dynamiky se o emocích předpokládá, že pomáhají jedinci definovat skupinové hranice a identifikovat členy skupiny. Kolektivní extáze může dát členům skupiny pocit komunitní identity, zatímco strach, nenávist a znechucení vůči nečlenům skupiny může více vymezovat skupinové hranice. V souladu s těmito spekulacemi se při experimentální indukci strachu ze smrti ukázalo, že vnitroskupinová solidarita a odmítání nečlenů se zvýšilo. Sociální úzkost navíc motivuje jedince k tomu, aby se vyhýbali chování, které by se vzdávalo normám skupiny strach „z nepřítele“ je velmi dobře znám pro zvyšování soudružností skupin a manipulaci veřejného mínění (viz hledání „obětního beránka“ mimo většinovou společnost při ekonomické recesi: za problémy nemůžeme „my“, ale „oni“).
Ze stejného důvodu také reaguji odlišně různé kultury na stejný vjem. Nemusí se jednat o ekonomickou recesi, ale jakýkoliv jiný podnět pro projev názoru. Jako příklad může posloužit kauza karikatur proroka Mohameda publikované v dánském deníku Jyllands-Posten 30. září 2005. Kdy po následných protestech muslimů po celém světě přišlo o život nejméně 139 lidí, několik redakci a ambasád bylo vypáleno. Osobní důsledky postihly rovněž šéfredaktora deníku France Soira, který přišel kvůli nepokojům o práci. Vyústění celé situace skončilo tím, že několik muslimských redakcí vyhlásilo soutěž v psaní a kreslení „humorných“ článků na adresu křesťanského světa. Tyto kroky vzbudily u Evropanů „pouze“ vlnu solidarity a podporu Dánska a zboží dováženého z Dánska, nikoliv však oběti na životech. Celou tuto situaci vystihuje výrok šéfredaktora Charlie Hebdo, který karikatury uveřejnil rovněž ve svém francouzském listě. „Je svoboda tisku provokace? Zveřejňujeme karikatury o všech a každý týden. Když to ale uděláme s prorokem, je to nazýváno provokace. Pobouření tak vzniká pouze u těch, kteří pobuřování chtějí být“.

## Mezikulturní shoda projevů emocí
Někdy se lze setkat s jevem, kdy v naprosto odlišných kulturách vidíme znaky prožití stejných emocí při působení stejných podnětů. Jinak řečeno, pokud stejné událostí vyvolají stejné emoce, v různých kulturách můžeme mluvit o mezikulturní shodě či blízkosti. Ta nastává v poslední době díky efektu zvaném globalizace. V dnešní době celý svět, až na malé výjimky, je ovlivněn externími podněty. Malé výjimky tvoří některé kmeny v džungli střední Afriky, které žijí v naprosté izolaci od okolního světa. Proto k mezikulturní shodě dochází a bude docházet čím dál častěji. Největší rozmach zaznamenává globalizace v posledních dvaceti letech. Je to ovlivněno zejména rychlostí přenosů informaci a celkové přeměny sdílení informaci do digitální podoby.
Tento proces má ovšem i negativní vlivy. Jako příklad nám poslouží přílišná odlišnost některých kultur, která se projevuje jako nestabilita v určitých zemích. Typickým příkladem jsou přistěhovalci v západní Evropě. Přistěhovalci se sdružuju do skupin a vytvářejí své vlastní území v již zabydleném světě. Okolní většina reaguje na tyto skupiny negativně a tak vznikají nepokoje mezi „starousedlíky“ a přistěhovalci. Funguje to ale i obráceně, kdy se obyvatele západních zemí stěhují za obchodními příležitostmi na Dálný východ a mění tak konzervativní islámskou společnost. Jako příklad lze uvést Istanbul. Bývalý Konstantinopol prošel v posledních dekádách velkými změnami. Dříve silně náboženské město a jeho obyvatelé přebírají nové zvyky a trendy ze západního světa. Mladé ženy chodí čím dál tím více odhalené a muži konzumuji alkohol v daleko větším množství než kdy dřív. Dříve by toto chování vyvolávalo u kolemjdoucích emoce znechucení a opovržení a dnes můžeme pozorovat pouze známky závisti, případně souhlasu s novým moderním trendem.

## Kulturní determinanty emocí
Stejný význam má slovní spojení kulturní determinanty citů, neboť kultura determinuje především vývoj nových obsahů (modalit) cítění a fyziologickým složkám emocí vyhrazuje spíše jen podmínky jejich projevů (např. kdy je vhodný a kdy nevhodný smích, kdy muži smí plakat apod.). Kultura vytvořila nejen nové city, ale staré emoce také nově interpretovala, přičemž v různých kulturách tomu bylo různě, stejně jako v téže kultuře v různých dobách. Příkladem je stud, ale pokud se týká intimních částí těla, existuje v různých kulturách různá míra přípustného obnažování.

## Projevy emocí v interkulturním měřítku a její budoucnost
Křesťanství a islám, západní a východní civilizace. Mezi těmito kulturami vždy byly a vždy budou určité rozdíly v projevech emocí. V globálním měřítku se ale rozdíly postupně snižují. Nelze s přesností určit jak bude vypadat civilizace 21. století v budoucností – zda se planeta Země spojí v jeden obrovský národ, nebo se rozpadne na ještě víc států než současných 193 nezávislých států uznaných Organizací spojených národů. Ale dokud člověku zůstane svoboda projevu a biologický počítač v hlavě (mozek), můžeme nadále pozorovat zajímavé odchylky v chování každého jedince, ať už pochází odkudkoliv.